# Racécourt
Racécourt est une commune française située dans le département des Vosges en région Grand Est.
Ses habitants sont appelés les Racécurtiens.

## Géographie

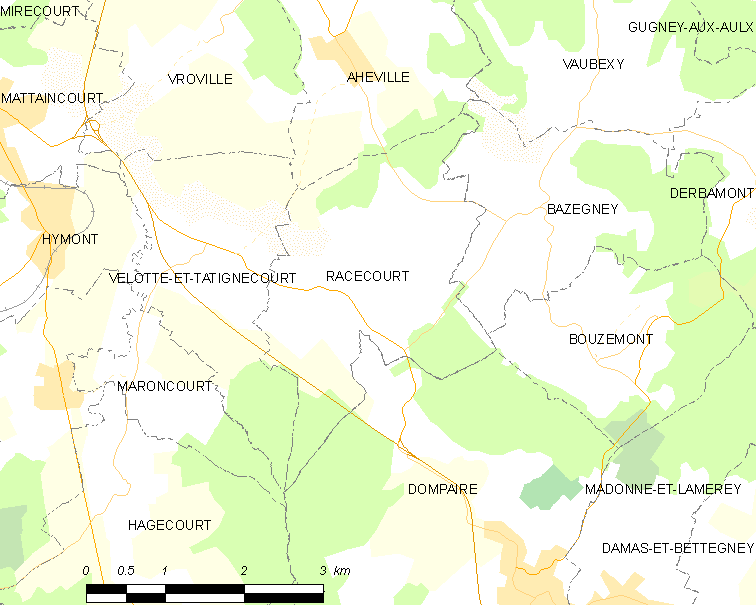
Situation de Racécourt.

Racécourt se situe à 6 km de Dompaire, à 26 km d'Épinal et à 60 km de Nancy.
|                         | Ahéville  |           |
| Velotte-et-Tatignécourt | Racécourt | Bazegney  |
| Maroncourt              | Dompaire  | Bouzemont |

### Géologie et relief
La commune se compose de 535,20 hectares de territoires agricoles (74,02 %) et 188,26 hectares de forêts et milieux semi-naturels  (26,04 %).
Espaces naturels :
- Trois zones naturelles d'intérêt écologique, faunistique et floristique (Znieff) :

Forêt du Grand Bois à Dompaire,
Gîtes à chiroptères de Bazegney, Bouzemont et Madonne-et-Lamerey,
Vergers de Mirecourt.

### Hydrographie et les eaux souterraines
Hydrogéologie et climatologie : Système d’information pour la gestion des eaux souterraines du bassin Rhin-Meuse :
Territoire communal : Occupation du sol (Corinne Land Cover); Cours d'eau (BD Carthage),
Géologie : Carte géologique; Coupes géologiques et techniques,
 Hydrogéologie : Masses d'eau souterraine; BD Lisa; Cartes piézométriques.

#### Réseau hydrographique
La commune est située dans le bassin versant du Rhin au sein du bassin Rhin-Meuse. Elle est drainée par la ruisseau la Gitte, le ruisseau le Robert, le ruisseau de Bobillon, le ruisseau de Cherpegnotte et le ruisseau de Montaunot,.
La Gitte, d'une longueur totale de 22,2 km, prend sa source dans la commune de Harol et se jette dans le Madon à Velotte-et-Tatignécourt, après avoir traversé neuf communes.

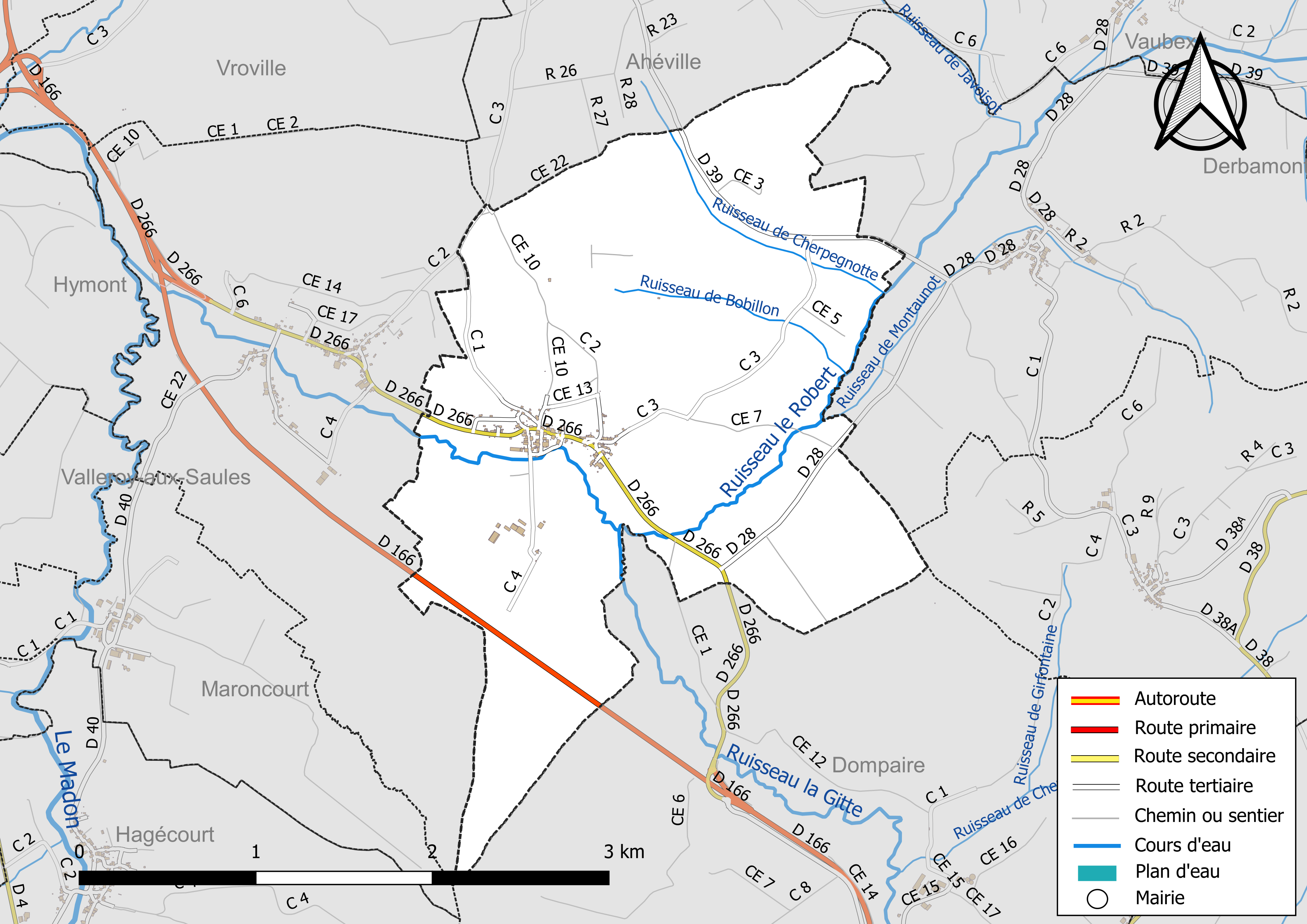
Réseaux hydrographique et routier de Racécourt.

Le Robert, d'une longueur totale de 11,2 km, prend sa source dans la commune de Circourt et se jette dans le ruisseau de la Gitte sur le territoire communal, en limite avec Dompaire, après avoir traversé six communes.

#### Gestion et qualité des eaux
Le territoire communal est couvert par le schéma d'aménagement et de gestion des eaux (SAGE) « Nappe des Grès du Trias Inférieur ». Ce document de planification, dont le territoire comprend le périmètre de la zone de répartition des eaux de la nappe des Grès du trias inférieur (GTI), d'une superficie de 1 497 km2, est en cours d'élaboration. L’objectif poursuivi est de stabiliser les niveaux piézométriques de la nappe des GTI et atteindre l'équilibre entre les prélèvements et la capacité de recharge de la nappe. Il doit être cohérent avec les objectifs de qualité définis dans les SDAGE Rhin-Meuse et Rhône-Méditerranée. La structure porteuse de l'élaboration et de la mise en œuvre est le conseil départemental des Vosges.
La qualité des eaux de baignade et des cours d’eau peut être consultée sur un site dédié géré par les agences de l’eau et l’Agence française pour la biodiversité.

### Climat
Pour des articles plus généraux, voir Climat du Grand Est et Climat des Vosges.
En 2010, le climat de la commune est de type climat des marges montargnardes, selon une étude du Centre national de la recherche scientifique s'appuyant sur une série de données couvrant la période 1971-2000. En 2020, Météo-France publie une typologie des climats de la France métropolitaine dans laquelle la commune est exposée à un climat semi-continental et est dans la région climatique  Lorraine, plateau de Langres, Morvan, caractérisée par un hiver rude (1,5 °C), des vents modérés et des brouillards fréquents en automne et hiver.
Pour la période 1971-2000, la température annuelle moyenne est de 9,7 °C, avec une amplitude thermique annuelle de 17 °C. Le cumul annuel moyen de précipitations est de 944 mm, avec 12,5 jours de précipitations en janvier et 9,9 jours en juillet. Pour la période 1991-2020, la température moyenne annuelle observée sur la station météorologique de Météo-France la plus proche, « Mirecourt-inra », sur la commune de Mirecourt à 6 km à vol d'oiseau, est de 10,4 °C et le cumul annuel moyen de précipitations est de 824,3 mm. 
La température maximale relevée sur cette station est de 39,5 °C, atteinte le 25 juillet 2019 ; la température minimale est de −19,5 °C, atteinte le 20 décembre 2009,,.
Les paramètres climatiques de la commune ont été estimés pour le milieu du siècle (2041-2070) selon différents scénarios d'émission de gaz à effet de serre à partir des nouvelles projections climatiques de référence DRIAS-2020. Ils sont consultables sur un site dédié publié par Météo-France en novembre 2022.

## Urbanisme

### Typologie
Au 1er janvier 2024, Racécourt est catégorisée commune rurale à habitat dispersé, selon la nouvelle grille communale de densité à sept niveaux définie par l'Insee en 2022.
Elle est située hors unité urbaine. Par ailleurs la commune fait partie de l'aire d'attraction de Mirecourt, dont elle est une commune de la couronne,. Cette aire, qui regroupe 33 communes, est catégorisée dans les aires de moins de 50 000 habitants,.

### Occupation des sols
L'occupation des sols de la commune, telle qu'elle ressort de la base de données européenne d’occupation biophysique des sols Corine Land Cover (CLC), est marquée par l'importance des territoires agricoles (74,3 % en 2018), une proportion sensiblement équivalente à celle de 1990 (74 %). La répartition détaillée en 2018 est la suivante : 
prairies (50,4 %), forêts (25,7 %), zones agricoles hétérogènes (13,3 %), terres arables (10,5 %). L'évolution de l’occupation des sols de la commune et de ses infrastructures peut être observée sur les différentes représentations cartographiques du territoire : la carte de Cassini (XVIIIe siècle), la carte d'état-major (1820-1866) et les cartes ou photos aériennes de l'IGN pour la période actuelle (1950 à aujourd'hui).

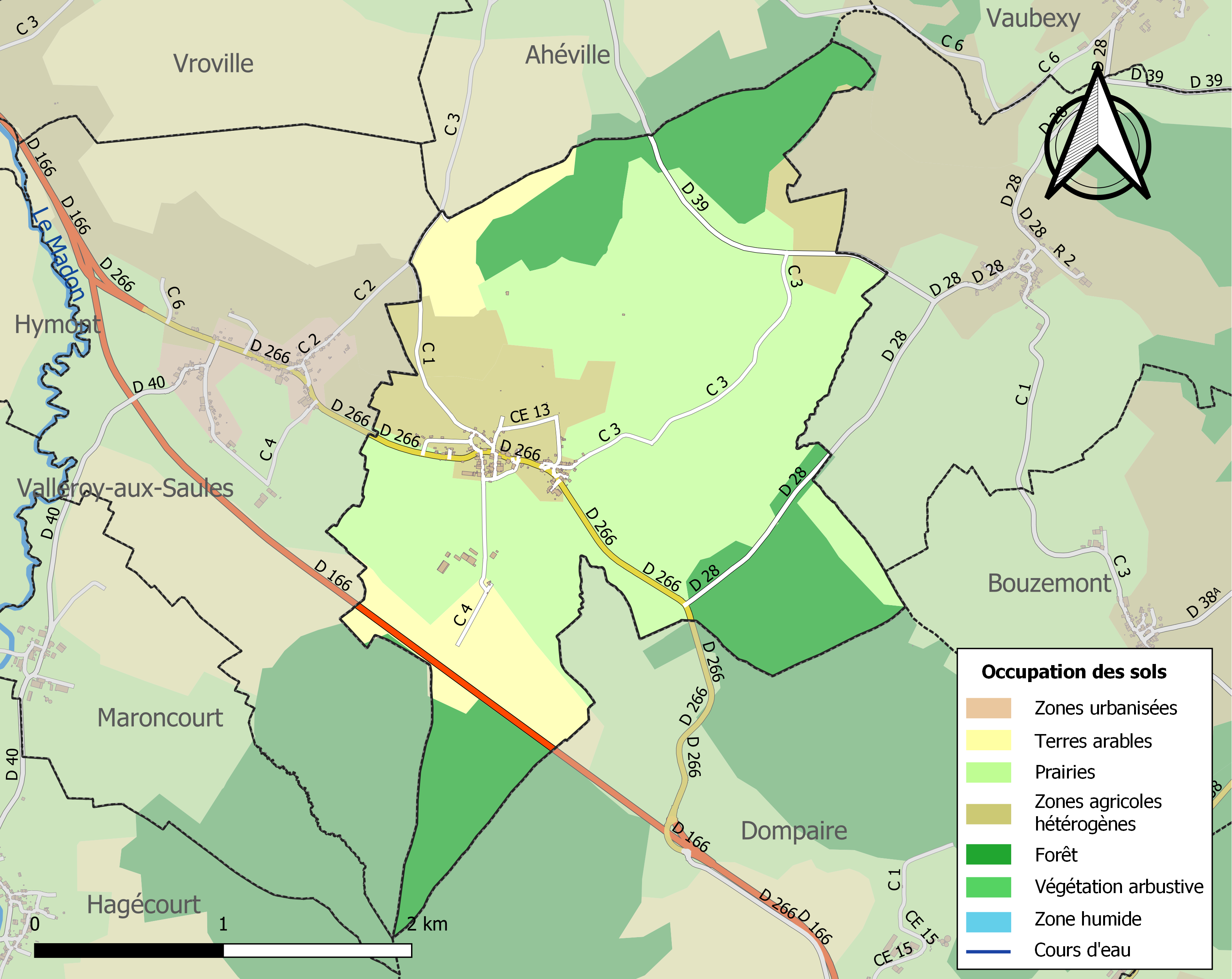
Carte des infrastructures et de l'occupation des sols de la commune en 2018 (CLC).

### Voies de communications et transports

#### Voies routières
- A31 (aussi appelée autoroute de Lorraine-Bourgogne). Échangeur Bulgnéville > Vittel[22].

#### Transports en commun
- Fluo Grand Est.

#### Lignes SNCF
- Gare de Charmes
- Gare d'Épinal
- Gare de Thaon

#### Transports aériens
- L'Aéroport d'Épinal-Mirecourt « Vosges Aéroport ».

À partir de l'été 2021, l’aéroport d’Épinal-Mirecourt est devenu le "pélicandrome" de la Zone Est et servira ainsi de base de ravitaillement et d’intervention pour les avions bombardiers d’eau connus sous le nom de Dash 8.

## Toponymie
Le nom de la localité est attesté sous les formes ? Cunigundis vidua de Richiscurt (XIIe siècle) ; Raceycourt (1365) ; Raciecourt (1416) ; Rassecourt, Racecourt (1436) ; Raciecour (1656) ; Raceicour (1768) ; Raceycour (XVIIIe siècle).

## Histoire
Le nom de « Raceycourt » est attesté en 1365. Racécourt, comme Velotte-et-Tatignécourt, dépendait de la paroisse de Blaye, annexe de Jorxey, diocèse de Toul.
Il existe un parchemin des biens de Racécourt, et une carte géographique présentant Racécourt telle qu'elle était en 1750.
La ferme de Blaye était autrefois une église paroissiale champêtre de laquelle dépendaient Racécourt, Velotte, Tatignécourt et une partie d'Ahéville.

## Lieux et monuments

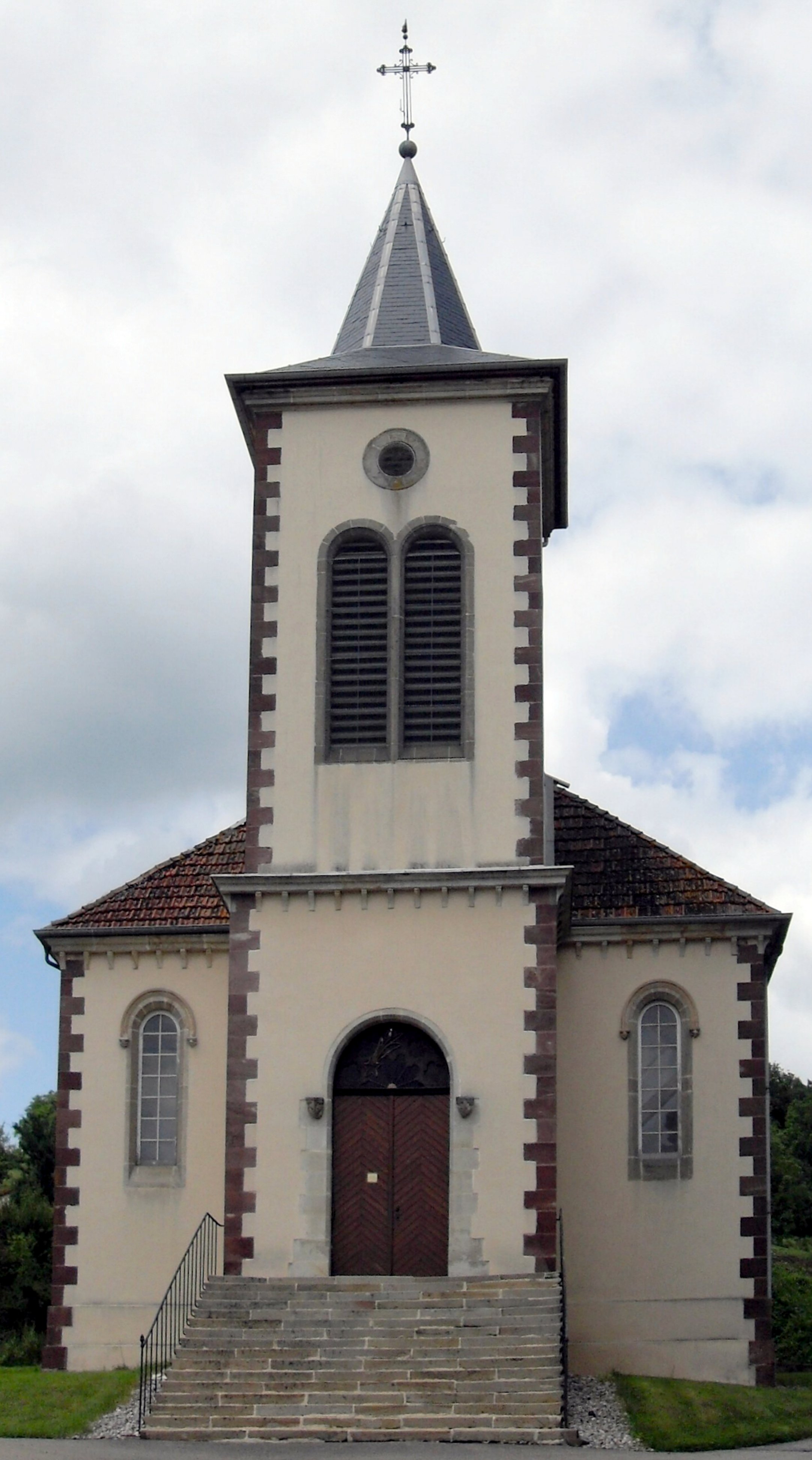
Église Saint-Laurent, côté sud.
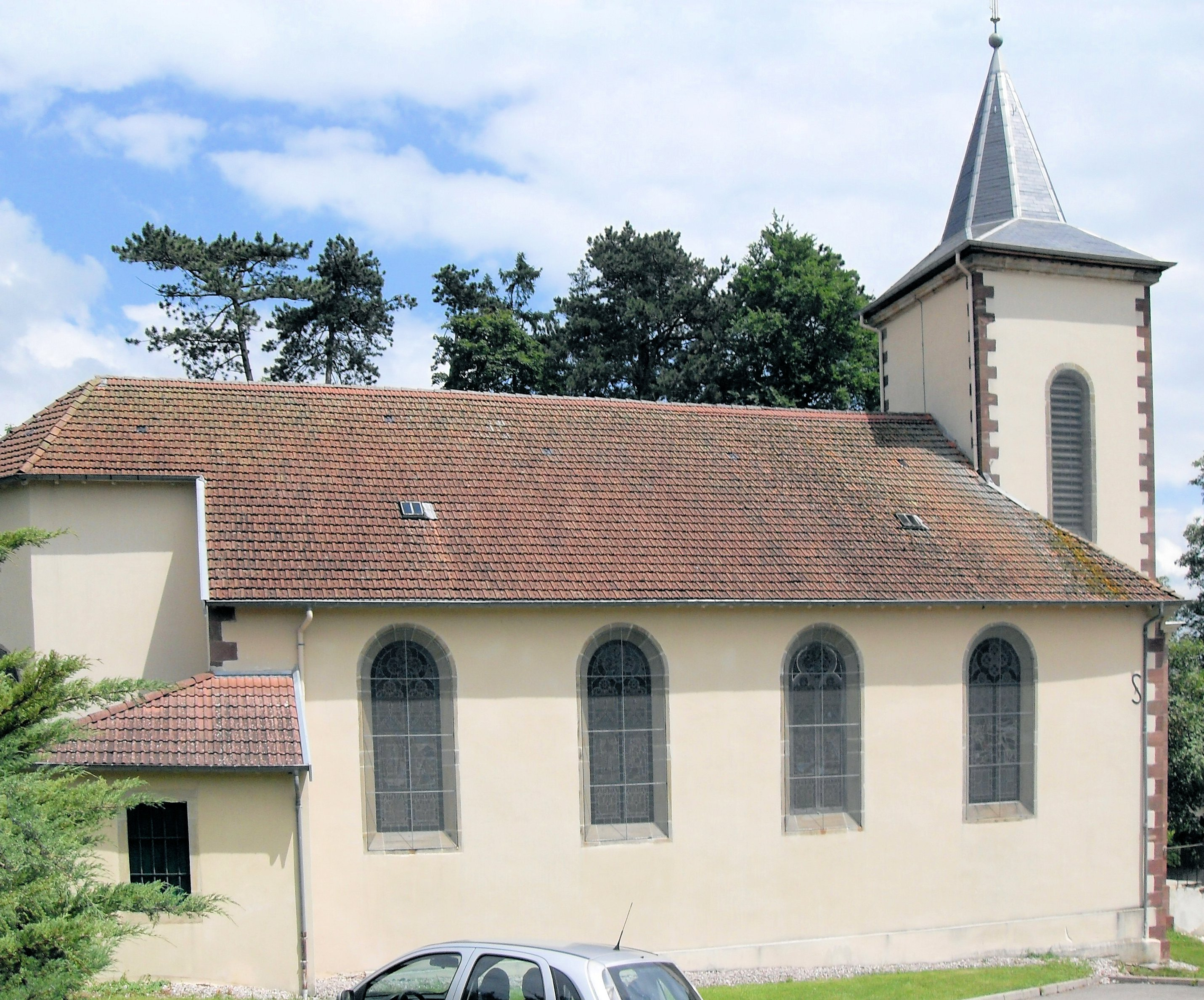
Église Saint-Laurent, côté ouest.
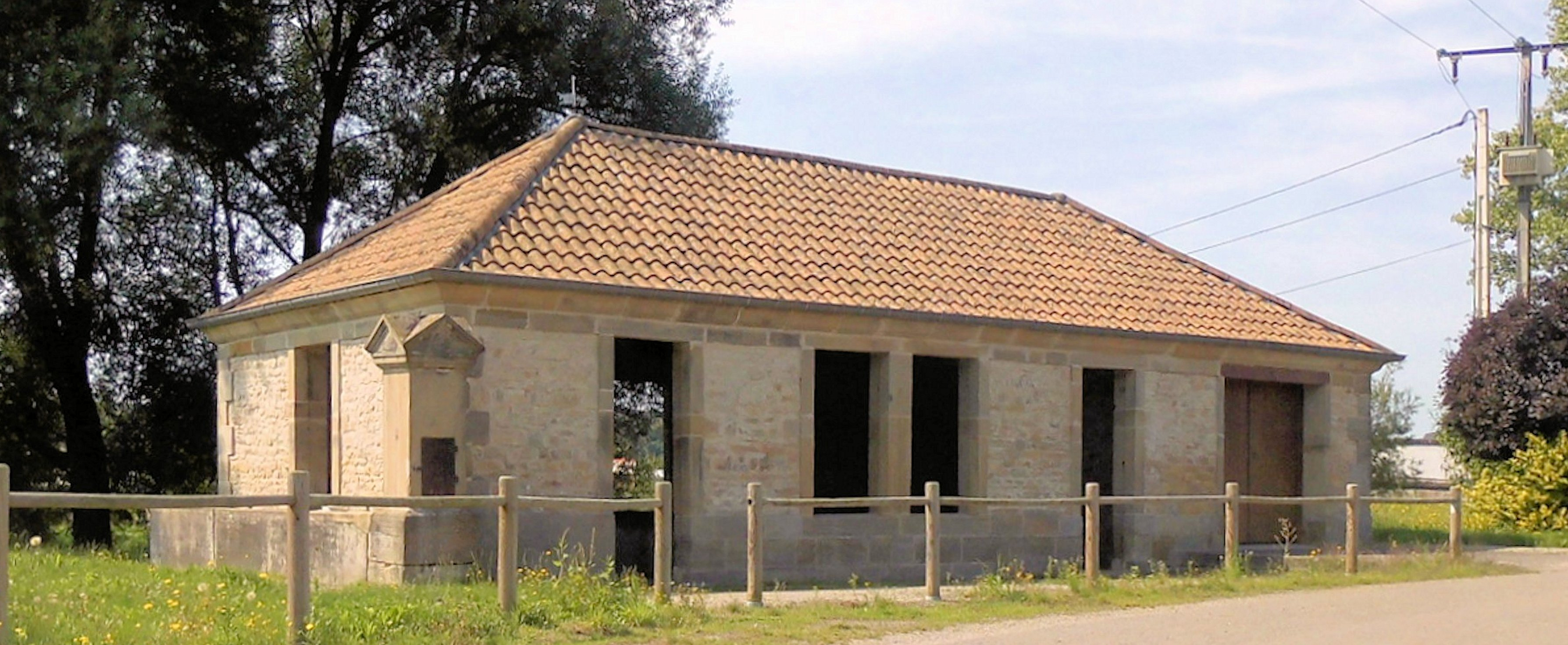
Lavoir.

- Église Saint-Laurent XIXe siècle, construite en 1856 :

Patrimoine mobilier :
* Cloche datant de 1772.
* Groupe sculpté Vierge de Pitié.
* Statue Saint Maurice.
* Statues du XVIe siècle : Pietà en pierre, saint Maurice en bois,
* Statue en marbre de saint Charles Borromée (1645-1646) par Siméon Drouin,
* Statue moine tenant un livre
- Rives de la Gitte et du ruisseau du Moulin.
- Patrimoine rural recensé par le service régional de l'Inventaire général du patrimoine culturel[34],[35],[36].

L'ancien moulin.
- Monument aux morts 1914-1918[38],[39],[40].

## Politique et administration

### Découpage territorial
Par arrêté préfectoral du 15 septembre 2023, la commune est retirée le 1er janvier 2024 de l'arrondissement d'Épinal et rattachée à l'arrondissement de Neufchâteau.

### Liste des maires
| Période                                  | Période    | Identité                      | Étiquette | Qualité                                   |
| ---------------------------------------- | ---------- | ----------------------------- | --------- | ----------------------------------------- |
| Les données manquantes sont à compléter. |            |                               |           |                                           |
| 1830                                     |            | Jean-Baptiste Mathis          |           |                                           |
| mars 1977                                | juin 1981  | Françoise Humbert (1943-2018) |           |                                           |
| avant 1988                               | mars 1995  | Madeleine L'huillier          |           |                                           |
| mars 1995                                | mars 2001  | Fredy fattet                  |           |                                           |
| mars 2001                                | avril 2014 | François Tallotte             |           |                                           |
| avril 2014                               | En cours   | Joachim Franqueville          |           | Ingénieur et cadre technique d'entreprise |

### Budget et fiscalité 2023
En 2023, le budget de la commune était constitué ainsi :
- total des produits de fonctionnement : 155 000 €, soit 963 € par habitant ;
- total des charges de fonctionnement : 135 000 €, soit 837 € par habitant ;
- total des ressources d'investissement : 290 000 €, soit 1 804 € par habitant ;
- total des emplois d'investissement : 170 000 €, soit 1 056 € par habitant ;
- endettement : 434 000 €, soit 2 694 € par habitant.

Avec les taux de fiscalité suivants :
- taxe d'habitation : 16,87 % ;
- taxe foncière sur les propriétés bâties : 35,60 % ;
- taxe foncière sur les propriétés non bâties : 17,42 % ;
- taxe additionnelle à la taxe foncière sur les propriétés non bâties : 0,00 % ;
- cotisation foncière des entreprises : 0,00 %.

## Économie

### Entreprises et commerces

#### Agriculture
- Élevage de vaches laitières[44].
- Élevage d'autres bovins et de buffles.

#### Tourisme
- Hébergements et restauration à Chaumousey, Dompaire, Bazegney, Hagécourt.

#### Commerces
- Commerces et services de proximité à Dompaire, Mirecourt, Ville-sur-Illon[45].

## Population et société

### Démographie

#### Évolution démographique
L'évolution du nombre d'habitants est connue à travers les recensements de la population effectués dans la commune depuis 1793. Pour les communes de moins de 10 000 habitants, une enquête de recensement portant sur toute la population est réalisée tous les cinq ans, les populations de référence des années intermédiaires étant quant à elles estimées par interpolation ou extrapolation. Pour la commune, le premier recensement exhaustif entrant dans le cadre du nouveau dispositif a été réalisé en 2005.

En 2022, la commune comptait 146 habitants, en évolution de −12,57 % par rapport à 2016 (Vosges : −2,96 %, France hors Mayotte : +2,11 %).
| 1793 | 1800 | 1806 | 1821 | 1831 | 1836 | 1841 | 1846 | 1856 |
| ---- | ---- | ---- | ---- | ---- | ---- | ---- | ---- | ---- |
| 238  | 196  | 209  | 207  | 249  | 281  | 302  | 305  | 246  |

| 1861 | 1866 | 1876 | 1881 | 1886 | 1891 | 1896 | 1901 | 1906 |
| ---- | ---- | ---- | ---- | ---- | ---- | ---- | ---- | ---- |
| 254  | 224  | 239  | 251  | 236  | 240  | 248  | 248  | 230  |

| 1911 | 1921 | 1926 | 1931 | 1936 | 1946 | 1954 | 1962 | 1968 |
| ---- | ---- | ---- | ---- | ---- | ---- | ---- | ---- | ---- |
| 213  | 177  | 171  | 163  | 150  | 142  | 149  | 151  | 148  |

| 1975 | 1982 | 1990 | 1999 | 2005 | 2006 | 2010 | 2015 | 2020 |
| ---- | ---- | ---- | ---- | ---- | ---- | ---- | ---- | ---- |
| 135  | 120  | 156  | 151  | 145  | 148  | 145  | 166  | 152  |

| 2022 | - | - | - | - | - | - | - | - |
| ---- | - | - | - | - | - | - | - | - |
| 146  | - | - | - | - | - | - | - | - |

### Enseignement
Établissements d'enseignements :
- Écoles maternelles et primaires à Hymont, Dompaire, Mattaincourt, Mirecourt, Madonne-et-Lamerey, Begnécourt.
- Collèges à Dompaire, Mirecourt, Charmes, Thaon-les-Vosges, Châtel-sur-Moselle.
- Lycées à Mirecourt, Harol, Thaon-les-Vosges, Épinal.

### Santé
Professionnels et établissements de santé :
- Médecins à Dompaire, Mattaincourt, Mirecourt, Damas-et-Bettegney, Remoncourt, Lerrain.
- Pharmacies à Dompaire, Mattaincourt, Mirecourt, Remoncourt, Lerrain.
- Hôpitaux à Mattaincourt, Mirecourt, Ville-sur-Illon.

### Cultes
- Culte catholique, Paroisse Saint-Pierre-Fourier[52], Diocèse de Saint-Dié.

### Personnalités liées à la commune
- Médaillés de Sainte-Hélène[53].

## Pour approfondir